# Routouang Yoma Golom
Routouang Yoma Golom né vers 1948 à Djarwaye près de Bongor et mort le  22 janvier 2021 à N'Djaména était un militaire et homme politique tchadien. Il a été ministre de l'intérieur, de la sécurité publique et de l'administration du territoire. Il est de 2011 à sa mort, député à l'assemblée nationale et membre du Mouvement Patriotique du Salut, le parti au pouvoir.

## Biographie

### Enfance et Formation
Routouang Yoma Golom est né dans la sous-préfecture de Samga, située dans la province du Mayo-Kebbi Est, à une trentaine de kilomètres de Bongor. Après un parcours scolaire primaire et secondaire, il se dirige vers une carrière militaire et rejoint l’École des officiers de l’armée tchadienne, où il est formé avant de rejoindre les rangs de l’armée nationale en 1972. Il prend part à divers événements militaires majeurs, notamment durant la guerre civile tchadienne, et se distingue par ses capacités de commandement.
Au cours de sa carrière, il occupe plusieurs postes de responsabilité dans l'armée tchadienne, notamment en tant que commandant de la garde nationale et nomade du Tchad (GNNT) et plus tard chef d’état-major général des armées. En raison de ses nombreuses années de service, il atteint le grade de général de corps d’armée.

### Décès
Routouang Yoma Golom décède le 22 janvier 2021 à N'Djaména, à l'âge de 73 ans, après avoir contracté la COVID-19. Son décès a été largement regretté à travers le pays, notamment au sein de l'Assemblée nationale et du MPS, où il était reconnu pour son franc-parler, son expérience et son engagement envers les affaires nationales.

### Vie privée
Marié à trois femmes, Routouang Yoma Golom est père de 24 enfants et 34 petits fils. Il a servi vaillamment l’armée nationale tchadienne pendant 40 ans et a été admis à la troisième section en 2011. Il est le père de l'ancien ministre de la jeunesse Routouang Ndonga Christian,.

## Mandats
- Secrétaire général du Mouvement patriotique du salut (MPS)
- Ministre de la Justice, garde des sceaux (en 1985 sous Hissène Habré)
- Gouverneur suppléant du Fonds international de développement agricole (FIDA) pour le Tchad en Octobre 2001
- Ministre de l'Agriculture (2002)
- Ministre des Postes et des Télécommunications (2003)
- Ministre de l'Administration du territoire (2004)
- Ministre du Commerce et de l'Industrie (2005)
- Ministre de l'Intérieur, de la Sécurité publique et de l'Immigration (2006)

Il était député du parti MPS à l'Assemblée nationale depuis 2011 pour le Mayo Kebbi Est.

## Décorations
- Officier de l'ordre du Mono par décret de l'ancien chef de l'État togolais Eyadema Gnassingbé